# 御教书
御教书（日语：／）是日本古代的一种文书形式，流行于平安时代后期至室町时代，由从三位以上及相当地位者的家司奉主人的意志发布。正四位以下的公家或守护大名级别的武士，其家司或家仆奉主人的意志发布的同类文书则称为奉书。